# Buddha and the Chocolate Box
Buddha and the Chocolate Box es el octavo álbum de estudio del cantautor británico Cat Stevens, publicado en 1974. El álbum presenta letras mucho más retrospectivas, espirituales y reflexivas que en anteriores producciones de Stevens, reflejando lo que sería el posterior estilo del músico.

## Lista de canciones
Todas compuestas por Cat Stevens.

### Lado A
1. "Music" – 4:21
2. "Oh Very Young" – 2:36
3. "Sun/C79" – 4:35
4. "Ghost Town" – 3:10
5. "Jesus" – 2:14

### Lado B
1. "Ready" – 3:18
2. "King of Trees" – 5:07
3. "A Bad Penny" – 3:21
4. "Home in the Sky" – 3:38

## Créditos
- Cat Stevens – voz, teclados, guitarra
- Alun Davies – guitarra, voz
- Gerry Conway  – batería
- Jean Roussel – cuerdas
- Bruce Lynch – bajo